# Coniine
Coniine (systematische naam: (S)-2-propylpiperidine) is een alkaloïde afkomstig van de gevlekte scheerling (Conium maculatum), een van de meest giftige planten die in Europa (met uitzondering van IJsland) voorkomen. De zuivere stof komt voor als een kleurloze olie-achtige vloeistof, die matig oplosbaar is in water. Het komt ook voor onder de vorm van het hydrochloride.
Coniine was het eerste alkaloïde dat geheel synthetisch werd gemaakt (in 1885 door August Wilhelm von Hofmann). Coniine is een van de twee enantiomeren van 2-propylpiperidine. Chemisch gezien is het dus een alkylderivaat van piperidine.

## Toxicologie en veiligheid
Coniine wordt snel door de huid en slijmvliezen in het lichaam opgenomen en vervolgens snel gemetaboliseerd. Coniine heeft een op nicotine gelijkende werking en tast de werking van het centraal zenuwstelsel aan, waarbij misselijkheid en braken als voornaamste symptomen optreden. Daarnaast verlamt het de skeletspieren op dezelfde wijze als curaregiffen dat doen. Deze verschijnselen beginnen ongeveer een half uur na inname, en de dood treedt door verlamming van de ademhalingsspieren pas na meerdere uren (bij vol bewustzijn) in. Er is geen tegengif voor coniine.
Coniine komt voor in planten van het geslacht Conium, zoals de gevlekte scheerling, een schermbloemige zoals fluitenkruid of berenklauw, maar met een duidelijke blauwe schijn in de steel en de bladeren. Deze planten zijn giftig voor mens en dier. De dodelijke dosis is voor een paard 1,8 tot 2,2 kg bladeren, voor vee 0,45 tot 0,9 kg, en voor schapen 0,2 kg of minder. De gehele plant is giftig, met name de wortel en de zaden. Een dosis van 0,5 tot 1 gram coniine is voor de mens dodelijk.